# Jeseník
Jeseník (tjekkisk udtale: [ˈjɛsɛɲiːk]; indtil 1947 Frývaldov (tjekkisk udtale: [ˈfriːvaldof]); tysk: Freiwaldau, polsk: Frywałdów) er en kurby i regionen Olomouc i Tjekkiet med omkring 11.000 indbyggere. Landsbyerne Bukovice og Dětřichov er administrative dele af Jeseník.

## Etymologi
Det oprindelige navn på Jeseník var Freiwaldau/Frývaldov, der stammer fra tysk frei vom Walde, der betyder "fri fra skoven". Navnet optrådte først i latinske dokumenter under navnet Vriwald og senere som Vrowald, Vrienwalde og Freynwalde. Det tjekkiske navn Frývaldov var en fonetisk transskription af det tyske navn.
Efter 2. verdenskrig blev byen omdøbt sammen med mange andre byer med tyske elementer i deres navne. Den er opkaldt efter de omkringliggende bjerge, som kaldes Hrubý Jeseník eller Jeseníky.

## Geografi
Jeseník ligger omkring 70 km nord for Olomouc, i det historiske land Tjekkiske Schlesien. Den ligger ved sammenløbet af Bělá-floden, en biflod til Nysa Kłodzka (østlige Neisse, med Staříč-strømmen). Dalen i disse vandløb hører til Zlatohorská-højlandet. Den sydlige del af kommunens område ligger i bjergkæden Hrubý Jeseník. Den nordlige del strækker sig til De Gyldne Bjerge. Det højeste punkt på det kommunale område er Velké Bradlo-bjerget med en højde på 1.050 moh.

## Historie

### 13. århundrede
Den første skriftlige omtale af Jeseník er fra 1267. Det blev sandsynligvis grundlagt under koloniseringen af territoriet af biskopperne af Wrocław, som erhvervede området i 1199. Den blev en by mellem 1284 og 1295, takket være dens strategiske placering på en handelsrute fra Mähren til Schlesien og ved sammenløbet af to floder, og takket være jernmalmforekomsterne i omgivelserne. Senest i 1284 skulle der være et slot her.

### 14.-16. århundrede
I det 14. århundrede udviklede Freiwaldau sig som et center for jernbearbejdning. Den første omtale af jernmalmforarbejdningen er fra 1326, hvor der allerede var tretten hammermøller i drift her. Minedriften ophørte dog allerede i slutningen af 1300-tallet. I anden halvdel af 1400-tallet blev der udvundet guld og sølv her. 
Fra 1378 til 1463 var byen ejet af familien Mušín. I de følgende årtier skiftede den ofte ejere. I 1506 blev den blomstrende by købt af det schwabiske Fugger-dynasti, som genoptog minedriften. Samme år opnåede byen Bergregal-privilegierne. Jernmalmsforekomsterne var hurtigt opbrugt eller er blevet urentable, og Fuggerne solgte byen tilbage til Wrocław-biskopperne i 1547. Byen udviklede håndværk og fik mange laugsprivilegier i begyndelsen af det 16. og 17. århundrede. Linnedvævning blev den vigtigste indtægtskilde.

### 17.-19. århundrede
Jeseník blev beskadiget flere gange under Trediveårskrigen. Mellem årene 1622 og 1684 var byen i centrum af de berygtede hekseprocesser i det nordlige Mähren. En stor brand beskadigede byen alvorligt i 1696. På trods af vanskelighederne fortsatte den økonomiske velstand indtil 1742, hvor Jeseník blev en del af det østrigske Schlesien efter den første Schlesiske Krig. På grund af tabet af schlesiske markeder som den vigtigste kunde af produktionen, kom linned i en krise, og byen mistede sine minerettigheder.
Der var ny økonomisk udvikling i det 19. århundrede, da industrialiseringen begyndte og nye fabrikker og virksomheder blev etableret. Betydende og verdensberømt var Regenhart u. Rayman tekstilfabrik, etableret i 1822. Åbningen af jernbanen i 1888 hjalp også udviklingen af byen. I 1808 blev landsbyen Grabenberg (senere kendt som Gräfenberg/Gräfenberk, i dag Lázně Jeseník) grundlagt, og kurbadet blev etableret her i 1820'erne. Gräfenberg blev indlemmet i byen i 1868.

### 20. århundrede
Jeseník forblev en del af det østrigske imperium og det østrig-ungarske monarki indtil 1. verdenskrig og oprettelsen af Tjekkoslovakiet i 1918. Ifølge den østrigske administrations folketælling i 1910 havde byen 6.859 indbyggere, hvoraf 6.588 (99,5%) talte tysk, 16 tjekkiske og 13 polske. Jøder fik ikke lov til at erklære jiddisch, de fleste af dem erklærede således tyske. Mest folkerige religiøse grupper var romersk-katolikker med 6.552 (95,5 %), efterfulgt af protestanter med 208 (3 %) og jøderne med 83 (1,2 %). 
I 1938 blev Jeseník afstået til Nazityskland som følge af München-aftalen. Det blev administreret som en del af Reichsgau Sudetenland. Under 2. verdenskrig drev de tyske besættere flere tvangsarbejdslejre i byen. Byen blev restaureret til Tjekkoslovakiet efter Nazitysklands nederlag i Anden Verdenskrig i 1945. Den tyske befolkning blev fordrevet i henhold til Potsdam-aftalen og Beneš-dekreterne i 1945.
I 1950 blev Bukovice og Dětřichov sluttet til Jeseník. I 1997 blev Jeseník beskadiget af den centraleuropæiske oversvømmelse. 